# ロマン大賞
ロマン大賞（ロマンたいしょう）は、1992年から集英社が主催していた公募文学賞。同社のライトノベル系文芸誌『Cobalt』及びコバルト文庫の読者を対象とした作品を募集していた。
1992年から1995年までの名称はファンタジーロマン大賞であったが、1996年よりロマン大賞となる。
大賞入選作には正賞の楯と副賞100万円（税込）、佳作入選作には正賞の楯と副賞50万円（税込）が贈られた。入選作品は原則としてコバルト文庫で出版されるが、スーパーファンタジー文庫またはスーパーダッシュ文庫から刊行された作品も一部にある。
2014年度をもって終了。ノベル大賞に統合となった。

## 応募要綱

### 作品・内容
自作未発表のもの。（日本語で書かれたものに限る）
ジャンルは問わない。

### 資格
男女・年齢・プロアマを問わない。

### 原稿
400字詰め縦書き原稿用紙250枚～350枚。ワープロ原稿可。

### 締め切り
原則として毎年1月10日。当日消印有効。

## 歴代選考委員
- 1992～1995年度　久美沙織、星敬、安田均
- 1996～1998年度　佐々木譲、橋本治、槇村さとる、眉村卓
- 1999年度　井沢元彦、田中雅美、槇村さとる、眉村卓
- 2000～2001年度　井沢元彦、大岡玲、田中雅美、槇村さとる、眉村卓
- 2002年度　井沢元彦、大岡玲、田中雅美、眉村卓
- 2003年度　井沢元彦、大岡玲、瀬名秀明、田中雅美、眉村卓
- 2004～2006年度　井沢元彦、大岡玲、瀬名秀明、田中雅美、眉村卓、唯川恵
- 2007年度　井沢元彦、大岡玲、田中雅美、古川日出男、眉村卓、唯川恵
- 2008～2009年度　大岡玲、桑原水菜、橋本紡、古川日出男、三浦しをん
- 2010年度　大岡玲、桑原水菜、橋本紡、三浦しをん、吉田玲子
- 2011～2013年度　桑原水菜、橋本紡、三浦しをん、吉田玲子
- 2014年度　桑原水菜、三浦しをん、吉田玲子

## 受賞作品と受賞者
- 1992年度（通算第1回）　
  - 大賞　『天氷山時暁』矢彦澤典子
  - 佳作　『美貌戦記』青木弓高

- 1993年度（通算第2回）　
  - 大賞　『龍王の淡海（うみ）』藤原京
  - 佳作　『凶の剣士』田中啓文

- 1994年度（通算第3回）　
  - 大賞　『皓月に白き虎の啼く』嬉野秋彦
  - 佳作　『パラノイア７』一条理希

- 1995年度（通算第4回）　
  - 大賞　該当作なし
  - 佳作　『海のアリーズ』小林栗奈
  - 佳作　『聚まるは永遠の大地』柴田明美

- 1996年度（通算第5回）　
  - 大賞　『シインの毒』荻野目悠樹
  - 佳作　『マリオ・ボーイの逆説』弓原望

- 1997年度（通算第6回）　
  - 大賞　『カナリア・ファイル～金蚕蠱～』毛利志生子
  - 佳作　『パラダイス・ルネッサンス－楽園再生－』谷瑞恵

- 1998年度（通算第7回）　
  - 大賞　『冬の日の幻想』久和まり
  - 佳作　該当作なし

- 1999年度（通算第8回）　
  - 大賞　『高天原なリアル』霜越かほる
  - 佳作　『１st　フレンド』さくまゆうこ

- 2000年度（通算第9回）　
  - 大賞　該当作なし
  - 佳作　『魂守記-枯骨報恩-』渡瀬桂子
  - 佳作　『ミューズに抱かれて』中井由希恵

- 2001年度（通算第10回）　
  - 大賞　該当作なし
  - 佳作　『花雪小雪』佐藤ちあき
  - 佳作　『つばさ』鷲田旌刀

- 2002年度（通算第11回）　
  - 大賞　該当作なし
  - 佳作　『シラトリ』（出版時に『パーティのその前に』に改題）久藤冬貴
  - 佳作　『祈りの日』倉世春

- 2003年度（通算第12回）　
  - 大賞　『グリーン・イリュージョン』杉江久美子
  - 佳作　該当作なし

- 2004年度（通算第13回）　
  - 大賞　該当作なし
  - 佳作　『クラウディア』中村幌
  - 佳作　『ラベル』小林フユヒ

- 2005年度（通算第14回）　
  - 大賞　該当作なし
  - 佳作　『螺旋の王国』広瀬晶
  - 佳作　『白い花の舞い散る時間』（受賞時タイトルは「ガールズレビューステイ」）友桐夏

- 2006年度（通算第15回）　
  - 大賞　該当作なし
  - 佳作　『呪殺屋本舗』（出版時に『ジュリエットと紅茶を-ようこそ、呪殺屋本舗へ-』に改題）神埜明美
- 2007年度（通算第16回）　
  - 大賞　『眠れる島の王子様』夏埜イズミ
  - 大賞　『REAL×FAKE』ひずき優
  - 佳作　『イクライナの鬼』崎谷真琴

- 2008年度（通算第17回）
  - 大賞　『いつまでも』阿部暁子
  - 大賞　『ハイガールムの魔物』みなづき志生
  - 佳作　該当作なし

- 2009年度（通算第18回）
  - 大賞　該当作なし
  - 佳作　『最後のひとりが死に絶えるまで』我鳥彩子

- 2010年度（通算第19回）
  - 大賞　『三千寵愛在一身』はるおかりの
  - 大賞　『春にとけゆくものの名は』（出版時に『氷雪王の求婚～春にとけゆくものの名は～ 』に改題）湊ようこ
  - 佳作　該当作なし

- 2011年度（通算第20回）
  - 大賞　『秘密の陰陽師―身代わりの姫と恋する後宮―』藍川竜樹（出版時に『ひみつの陰陽師―ひとつ、秘め事だらけの宮廷絵巻―』に改題）
  - 佳作　該当作なし

- 2012年度（通算第21回）
  - 大賞　『嘘つきな五月女王』白川紺子（出版時に『嘘つきなレディ～五月祭の求婚～』に改題）
  - 大賞　『月下浮世奇談』希多美咲（出版時に『写楽あやかし草紙　月下のファントム』に改題）
  - 佳作　該当作なし

- 2013年度（通算第22回）
  - 大賞　『大帝の恋文』一原みう
  - 佳作　『スカーレット・バード―天空に咲く薔薇―』小湊悠貴

- 2014年度（通算第23回）
  - 大賞　『時泥棒と椿姫の夢』辻村七子
  - 佳作　該当作なし